# بيل فاريل
بيل فاريل (بالإنجليزية: Bill Farrell)‏ هو مغني أمريكي، ولد في 30 مارس 1926، وتوفي في 30 يونيو 2007.